# Oś ślepa

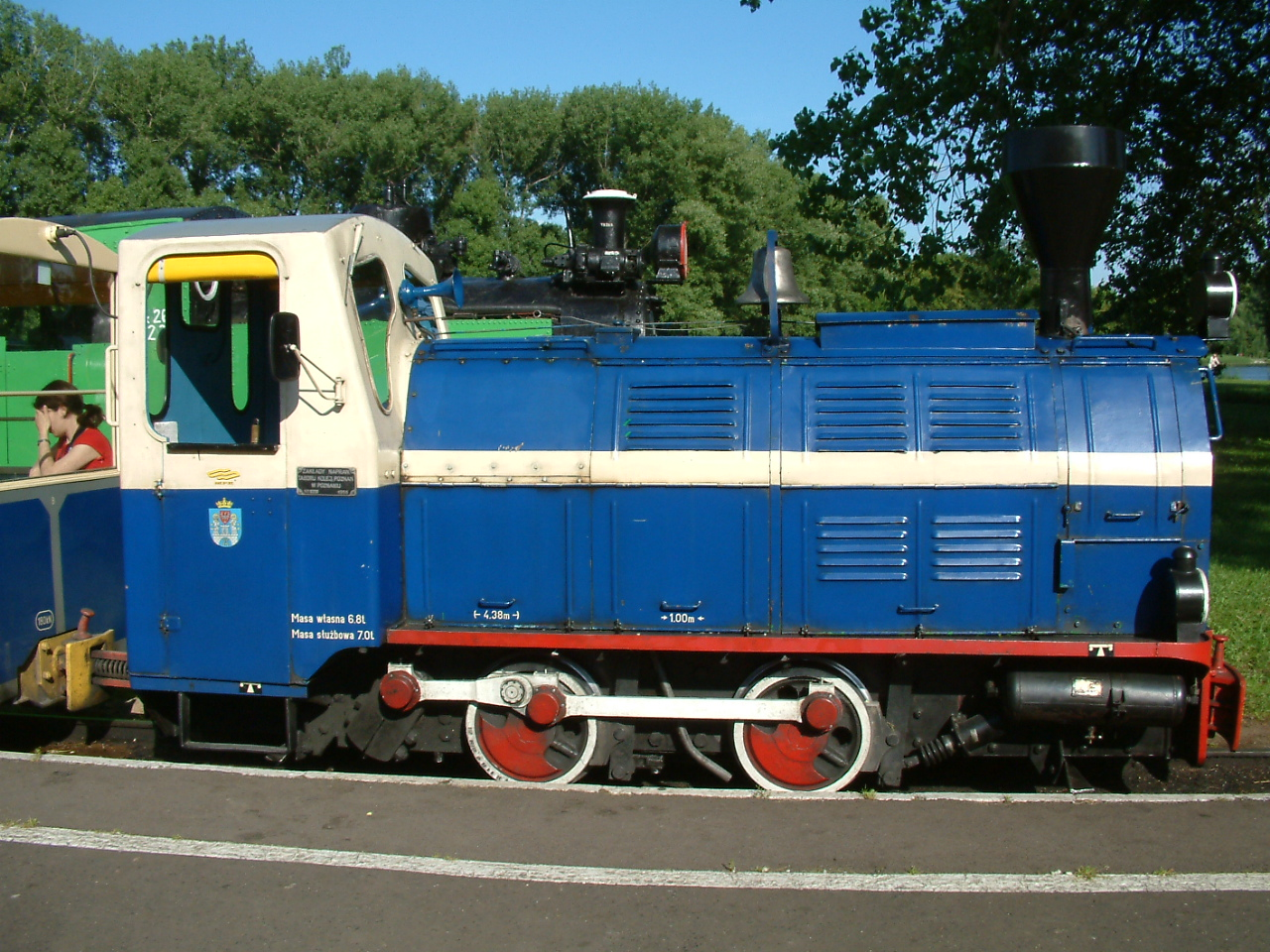
Spalinowóz Ld1

Oś  ślepa – rzadko stosowana w lokomotywach spalinowych i elektrycznych oś dowiązana bez kół, np. w polskiej lokomotywie manewrowej serii SM03. Otrzymuje przez przekładnię zębatą napęd od silnika i przekazuje go do osi napędowych za pomocą wiązarów. Pozbawienie jej kół pozwala na sztywne (nieresorowane) łożyskowanie w ostoi co ułatwia przekazanie napędu.